# Thomas Abel
Thomas Abel (ur. ok. 1497, zm. 30 lipca 1540 w Smithfield) – angielski duchowny katolicki, obrońca ważności małżeństwa Katarzyny Aragońskiej z Henrykiem VIII za co został skazany  na śmierć. Beatyfikowany przez papieża Leona XIII w 1886 roku.

## Życiorys
Thomas Abel urodził się około 1497 roku. Ukończył studia na Magdalen College, wchodzącej w skład  Uniwersytetu Oksfordzkiego. Został jednym z kapelanów Katarzyny Aragońskiej i prawdopodobnie uczył ją języków oraz muzyki. W 1528 roku, z polecenia królowej, odbył podróż do Hiszpanii do cesarza Karola V, w związku z planowanym przez Henryka VIII rozwodem. Po powrocie otrzymał beneficjum w Bradwell w hrabstwie Essex. Prawdopodobnie w maju 1532 roku Abel opublikował traktat Invicta veritas. An answere, That by no manner of law, it may be lawfull for the most noble King of England, King Henry the eight to be divorced from the queens grace, his lawfull and very wife. B.L., broniący praw małżeńskich Katarzyny. Król nakazał uwięzienie go w londyńskiej Tower, z której został jednak wypuszczony. Ponownie uwięziono go w grudniu 1533 roku pod zarzutem propagowania proroctw Elizabeth Barton, zwanej Mniszką z Kent. Zakonnica wzywała królową do wierności przyrzeczeniom małżeńskim i nie zrzekania się tytułu królowej. W czasie uwięzienia korespondował z o. Johnem Forestem, który więziony był w Newgate, również za sprzeciwianie się rozwodowi Henryka VIII.
Ks. Abel trzymany był w ścisłym zamknięciu aż do dnia wykonania wyroku śmierci. Zachowały się dwa listy po łacinie skierowane do jednego z towarzyszy uwięzienia oraz do Thomasa Cromwella. W liście do Cromwella chciał uzyskać pozwolenie na odprawianie mszy w warunkach więziennych. Na ścianie celi zachował się rebus wyryty prawdopodobnie przez niego: dzwon z literą A a powyżej imię THOMAS. Abel, wraz z trzema innymi uwięzionymi, m.in. Edwardem Powellem i Richardem Fetherstonem, został skazany bez procesu jako winny zdrady. Egzekucję wykonano w sposób okrutny – powieszenie, wypatroszenie i poćwiartowanie – w Smithfield w Londynie 30 lipca 1540 roku.

## Kult
Kult Thomasa Abela został zatwierdzony przez papieża Leona XIII 29 grudnia 1886 roku. Błogosławiony jest patronem Oxford Gregorian Chant Society –  stowarzyszenia studenckiego na Uniwersytecie Oksfordzkim.